# Speidl Bódog
Speidl Bódog (Susanovec, 1847. május 20. – Budapest, 1906. május 5.) okleveles mérnök, miniszteri osztálytanácsos, magyar királyi államvasúti főfelügyelő és műegyetemi tanár.

## Életútja
Tanulmányait 1867-től a magyar királyi műegyetemet befejezvén, 1871-ben a magyar királyi vasútépítészeti igazgatóságnál nyert alkalmazást. 1873-tól a magyar királyi államvasutak szolgálatában állt és ezen időtől fogva csaknem folyton oktatással is foglalkozott, 1873-ban a József-műegyetemen az út- és vasútépítéstani tanszék tanársegédjévé nevezték ki és ily minőségben 6 évig működött. 1878-ban mint hadmérnöki tartalékos hadnagy, majd mint főhadnagy a boszniai okkupációban vett részt és közreműködött a bosznavölgyi vasút építésénél is. Onnét visszatérve a magyar királyi államvasutak külszolgálatánál és építkezéseknél alkalmazták. 1882-ben a budapesti Keleti pályaudvar építési felügyelőségéhez osztották be, ahol mint építésvezető mérnök, a pályaház kivételével, a pályaudvar összes terveit kidolgozta és az építésre felügyelt.
1887-ben kinevezték a vasúti tisztképző tanfolyamon a vasúti építmények és berendezések tanárává 1888-ban a MÁV igazgatóságának felépítményi ügyosztályába osztották be és 1895-től ezen osztály főnöke volt. 1889-ben a párizsi világkiállítás tanulmányozására küldetett ki, egyúttal Svájc vasútjait is tanulmányozta. 1891-ben a magyar királyi József-műegyetemhez a vasutépítéstan enciklopédiájának előadására hívták meg. 1894-ben a nagyobb németországi pályaudvarok tanulmányozására küldetett ki. E tanulmányainak figyelembe vételével, a budapesti pályaudvarok és kapcsolatos vonalak rekonstrukciójára nézve nagyszabású tervezetet dolgozott ki.
1896-ban a kereskedelemügyi minisztérium kiküldte az osztrák és németországi belvizi kikötők tanulmányozására, ezen útjáról szintén beszámolt nyomtatásban is megjelent Jelentésében; a Budapesten építendő forgalmi kikötő tervezetének kidolgozásánál is közreműködött. 1896-ban a berlini Siemens és Halske-cég őt is felkérte a Berlin számára tervezett magas villamosvasút vágányelrendezésének elbírálására. Számos pályaudvar épült vagy bővült az ő terve szerint: így a temesvári józsefvárosi állomás, a rákosi állomás, az aradi, debreceni, dombóvári, kaposvári, hatvani, zólyomi, piski pályaudvarok. 1901. május 14-én műegyetemi rendkívüli tanári címet nyert.
Számos szakcikket írt a Magyar Mérnök- és Építész-Egylet Közlönyébe, a Közlekedésbe, az Építő Iparba, a Gazdasági Mérnökbe, a Műszaki Hetilapba és a Vasúti és Hajózási Hetilapba; a Gyakorlati kereskedelmi tudományok c. folyóiratban a vállalkozás, építés és forgalom rovatait vezette; a Geschichte der Eisenbahnen der österr.-ungar. Monarchie c. a király uralkodásának ötvenéves jubileumára készült díszműben a magyar vasutak felépítményére, gépészeti berendezéseire és pályaudvaraira vonatkozó részét ő dolgozta ki.

## Munkája
- Tanulmányi jelentés a külföldi folyami kikötők műszaki rendezéséről. Nagym. br. Dániel Ernő kereskedelemügyi kir. miniszter úr megbizásából. Tíz rajzlappal. Bpest, 1897. (Gonda Bélával és Izsáky Ernővel együtt.)